# Isidoor Vinck
Isidoor (Dore) Vinck (Boom, 3 mei 1907 - aldaar, 12 december 1970) was een Belgisch syndicalist en politicus voor de BSP.

## Biografie
In 1929 werd hij actief voor de Algemene Centrale in het gewest Boom. Na de Tweede Wereldoorlog werd hij aangesteld als gewestelijk secretaris voor deze vakbondscentrale. In 1967 - na twintig jaar actief te zijn geweest als schepen - werd hij benoemd als burgemeester van Boom, een mandaat dat hij uitoefende tot zijn overlijden in 1970.